# آنی خاچیکیان (دونده دو سرعت)
آنی خاچیکیان (ارمنی: Անի Խաչիկյան؛ زادهٔ ۱۶ مارس ۱۹۹۱ در ایروان) ورزشکار دو و میدانی در رشته دو سرعت اهل ارمنستان است. وی در  بازی‌های المپیک تابستانی ۲۰۰۸ در رشته ۱۰۰ متر زنان به رقابت پرداخت. وی دارنده رکورد ملی جوانان در رشته ۱۰۰ متر می‌باشد.